# Baojun
Baojun je čínská automobilová značka vlastněná společnou firmou (tzv. „joint venture“) General Motors (GM) a SAIC Motor, SAIC-GM-Wuling.
Byla založena v roce 2010 jako levnější alternativa ke stávajícím značkám GM Chevrolet a Buick, které se prodávají také v Číně. Užitková vozidla společného podniku zůstávají pod značkou Wuling. Výrobky společnosti soutěží s domácími čínskými výrobci jako jsou Chery, Geely, Chang'an, Haval a Trumpchi.
V prvních letech prodeje modelů Baojun dramaticky vzrostly a v roce 2016 dosáhly 688 390 kusů a 996 629 kusů v roce 2017.

## Produkty
Prvním vozidlem značky je Baojun 630, čtyřdveřový sedan, který se vyrábí od listopadu 2010. Prodej začal koncem roku 2011 prostřednictvím specializované sítě prodejců.
Firma ve spolupráci také nabízí lokalizovanou verzi Daewoo Matiz / Chevrolet Spark, známou jako Baojun Lechi. V roce 2014 byl v Auto China vyhlášen třetí model (Baojun 610). Společnost Auto Shanghai v roce 2015 představila SUV Baojun 560. A v červenci 2014 společnost SAIC-GM-Wuling uvedla sedmimístný MPV 730.

## Galerie

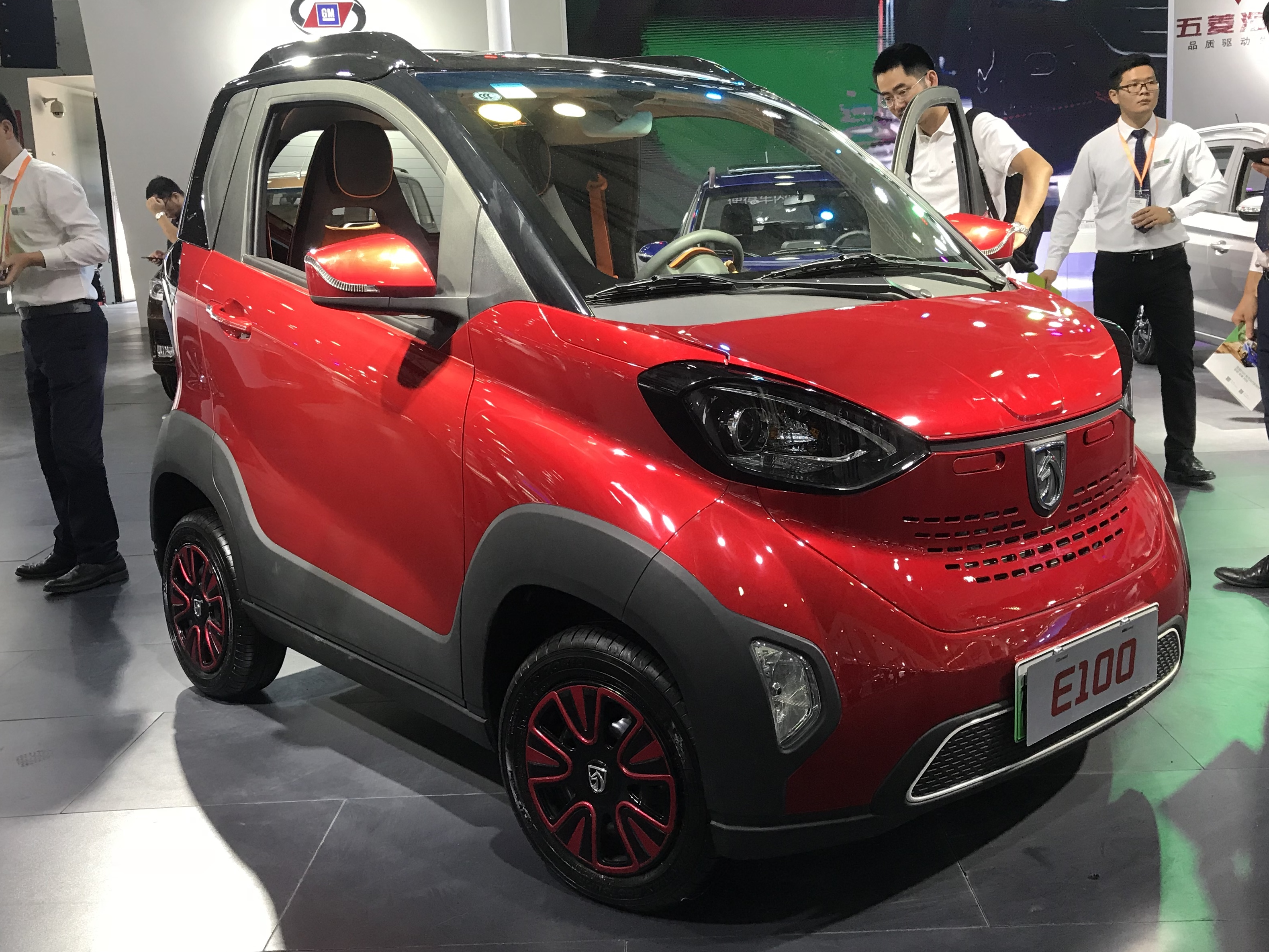
Baojun E100
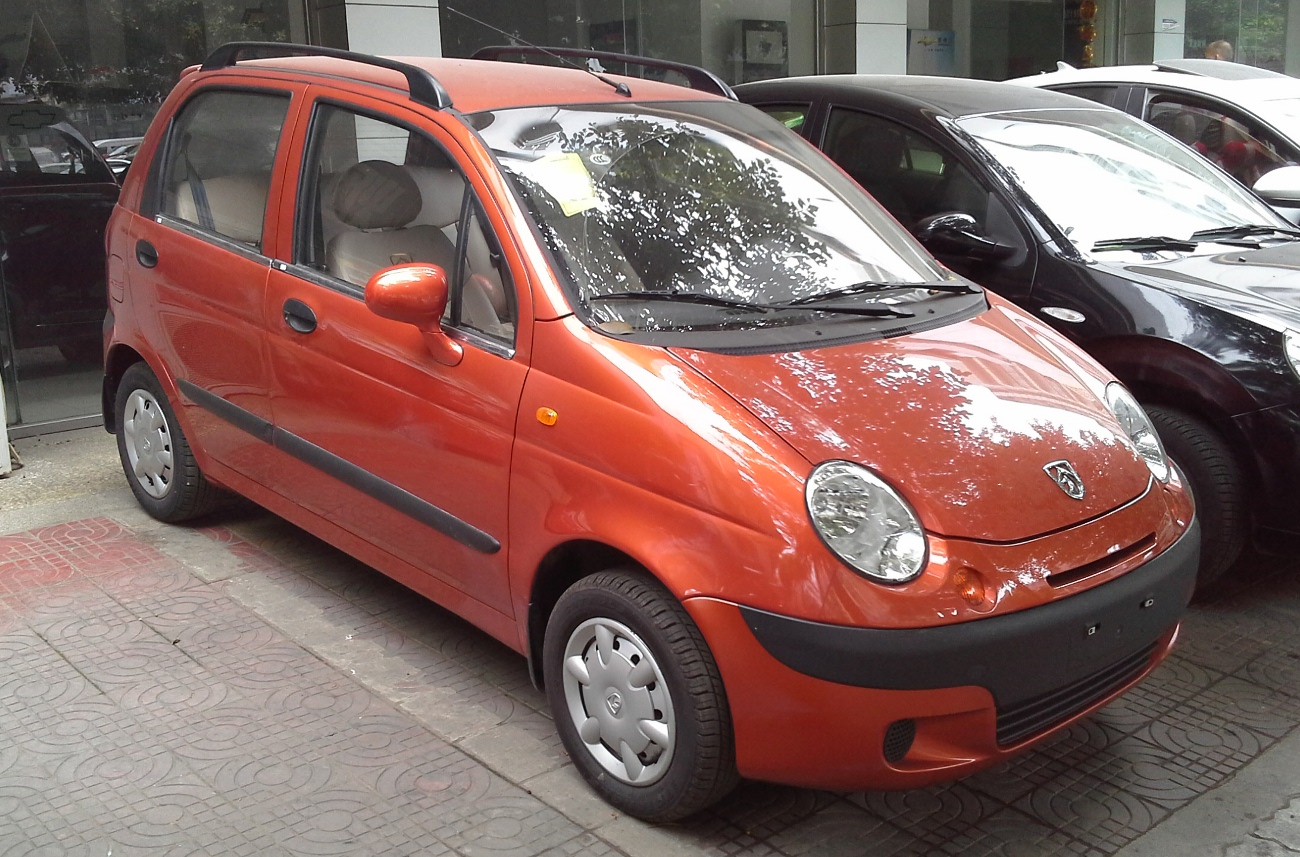
Baojun Lechi
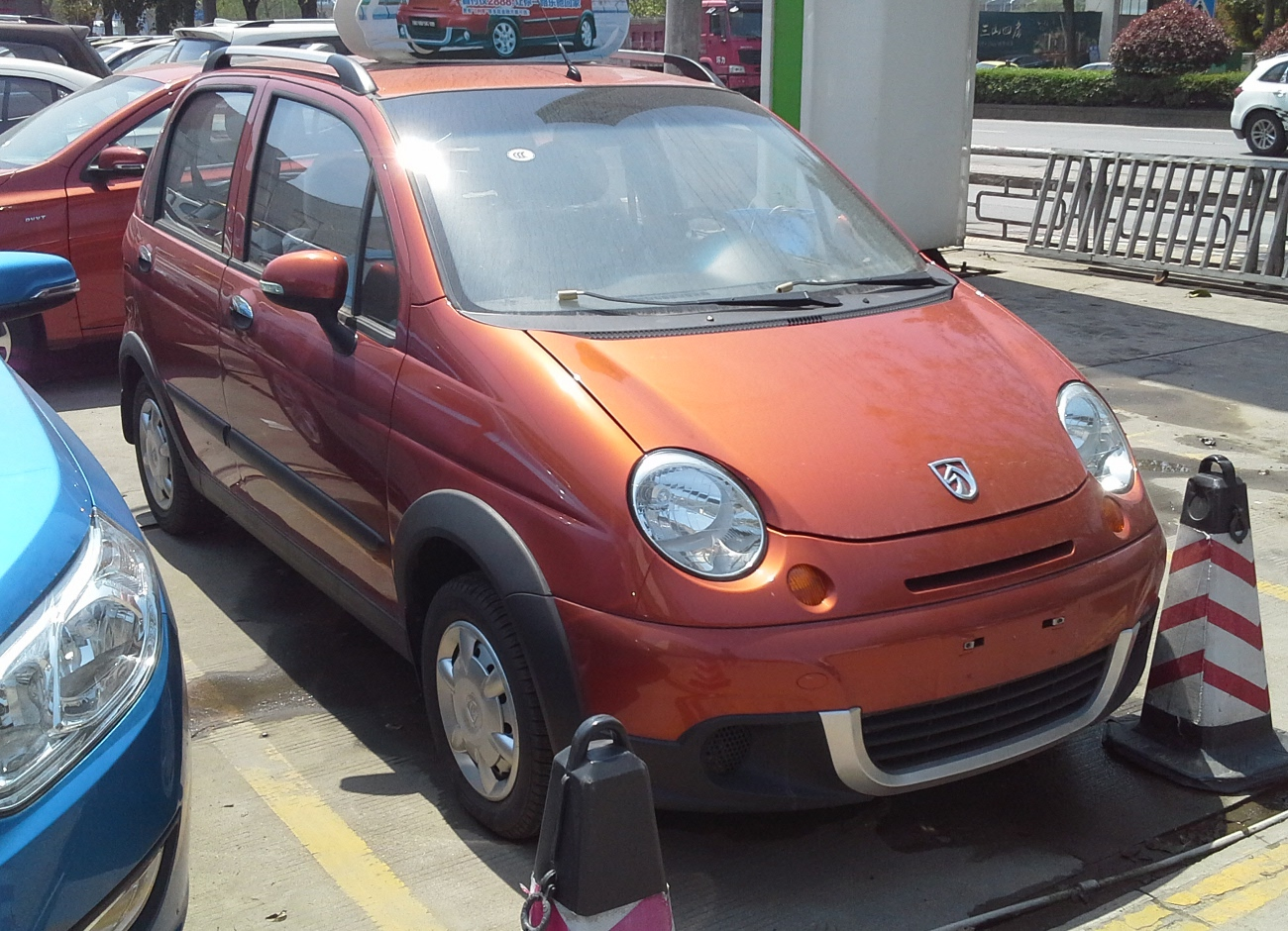
Baojun Lechi Cross
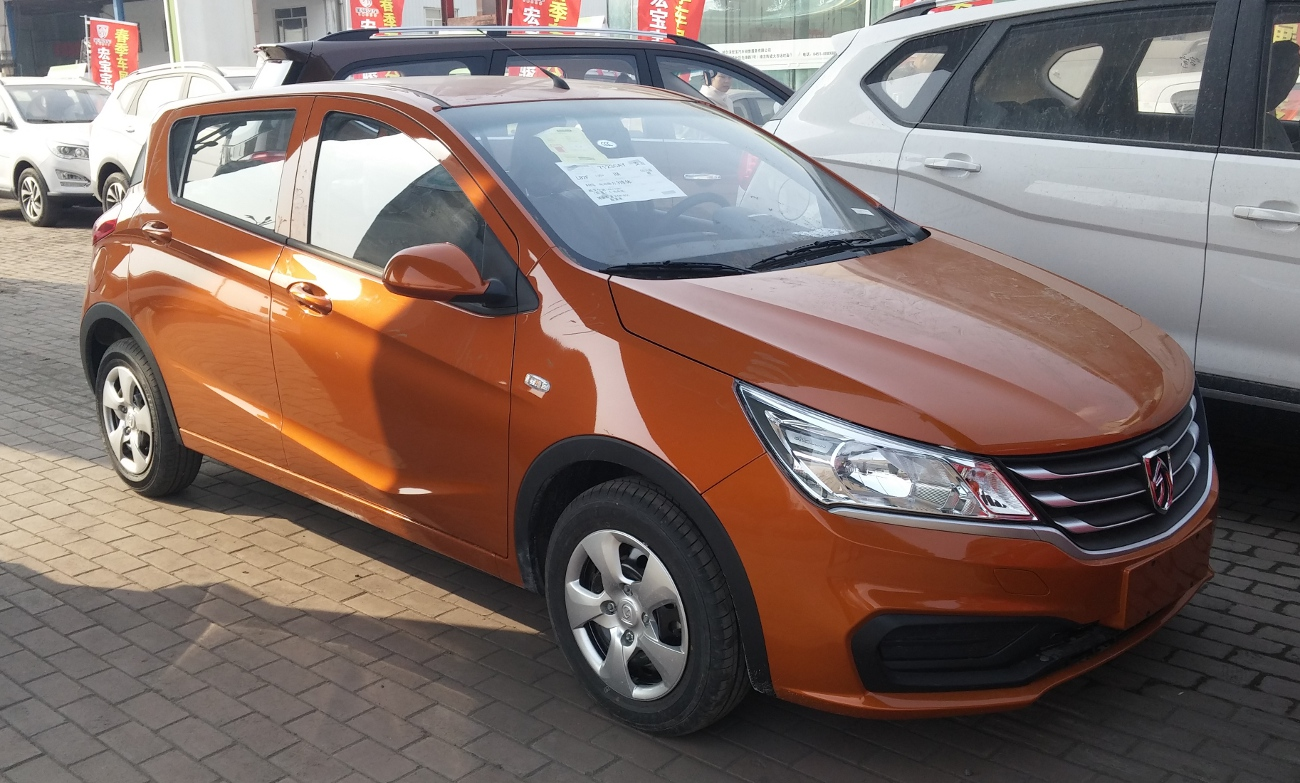
Baojun 310
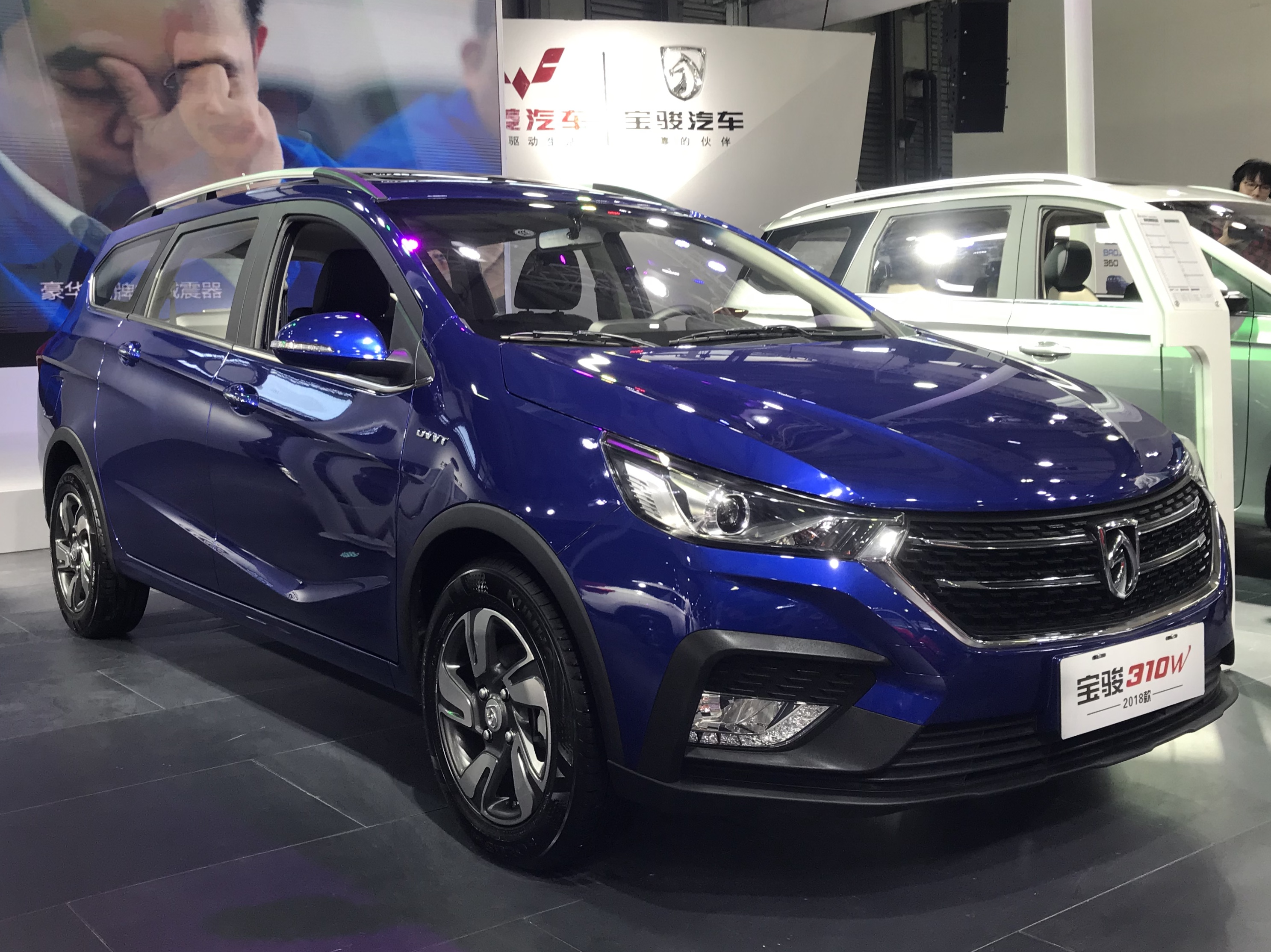
Baojun 310W estate
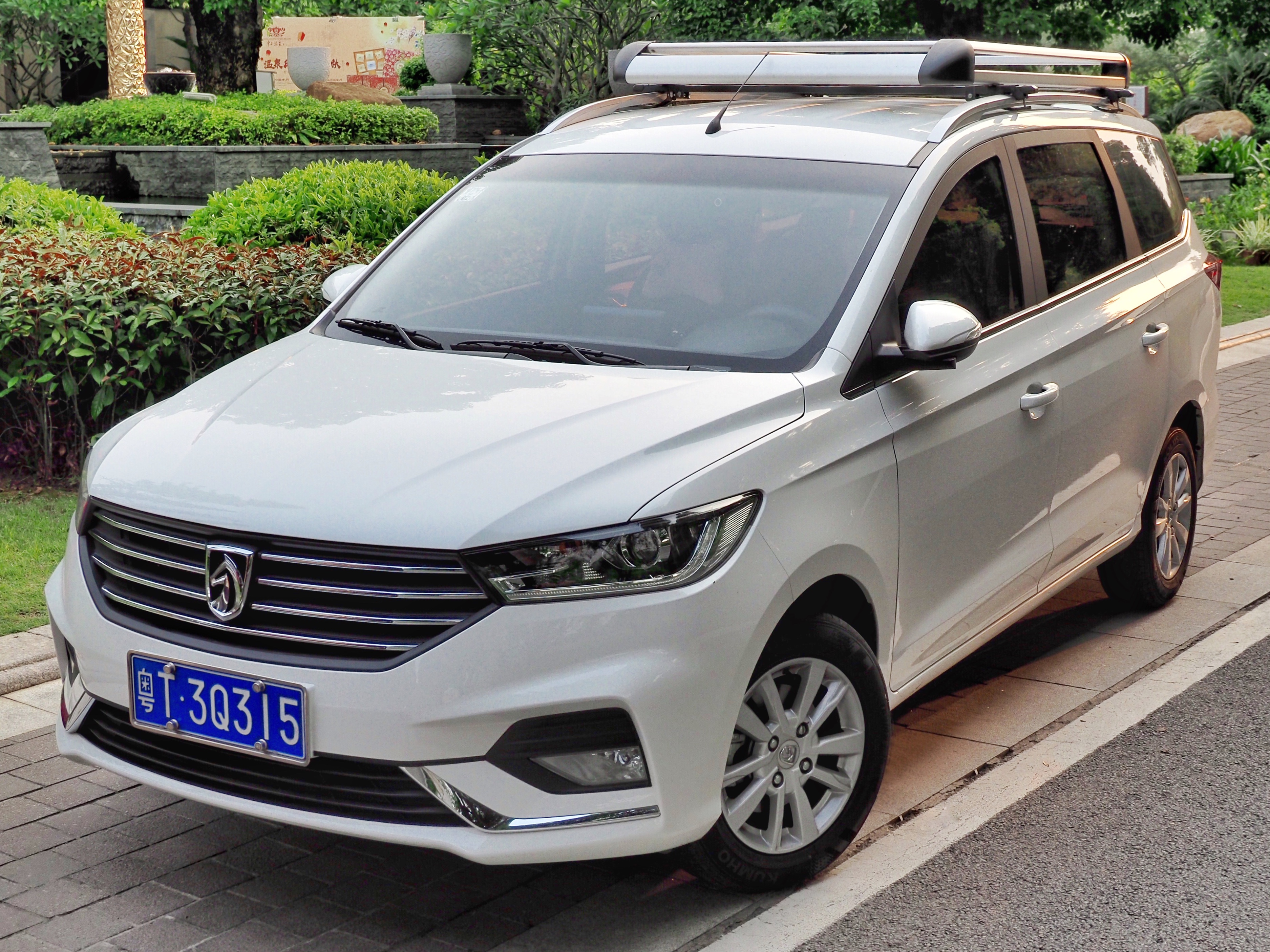
Baojun 360
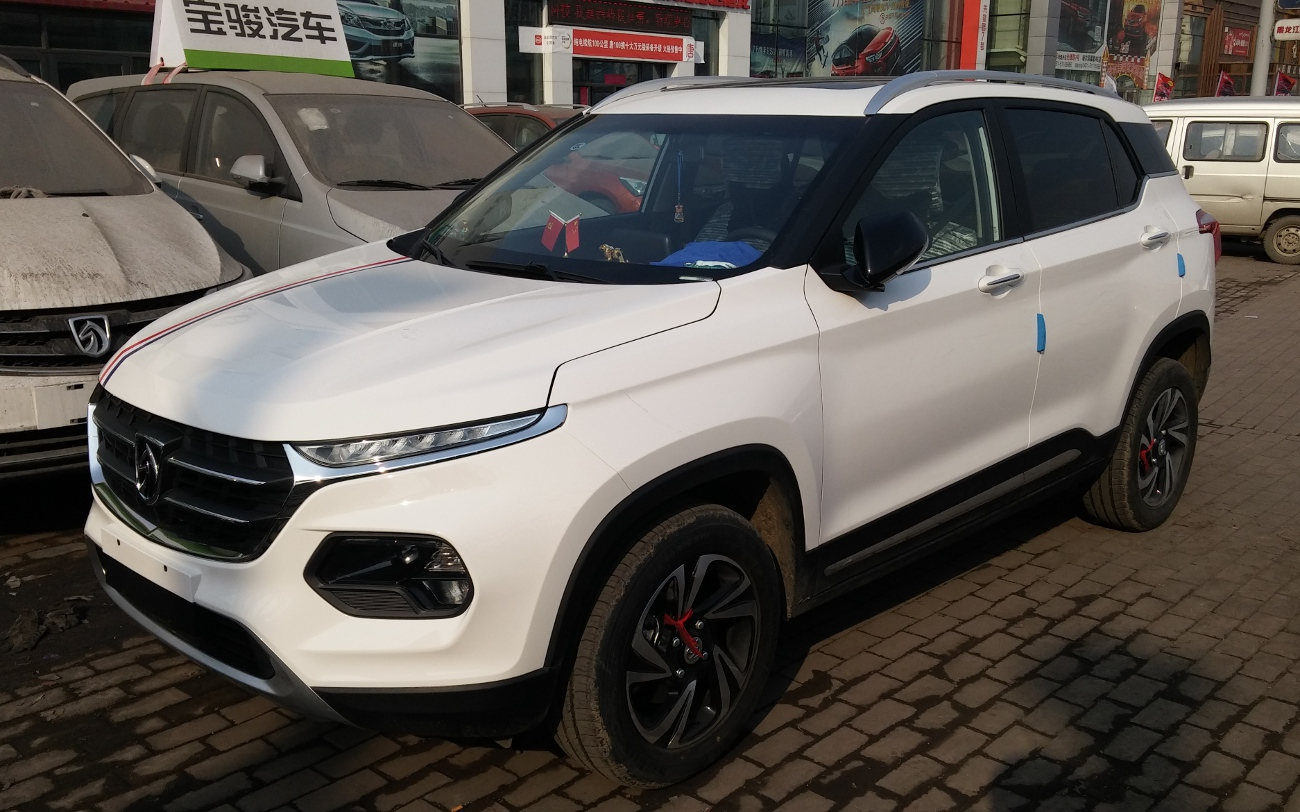
Baojun 510
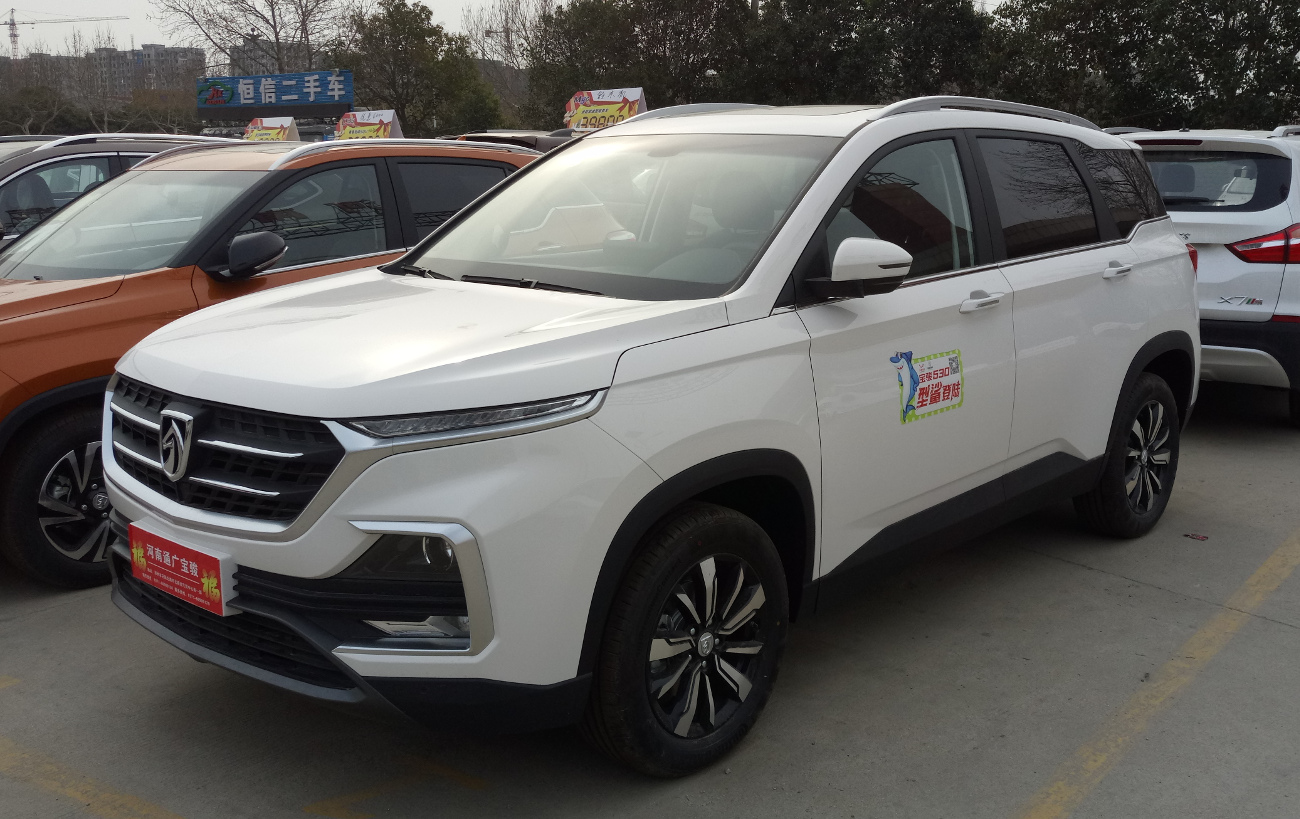
Baojun 530
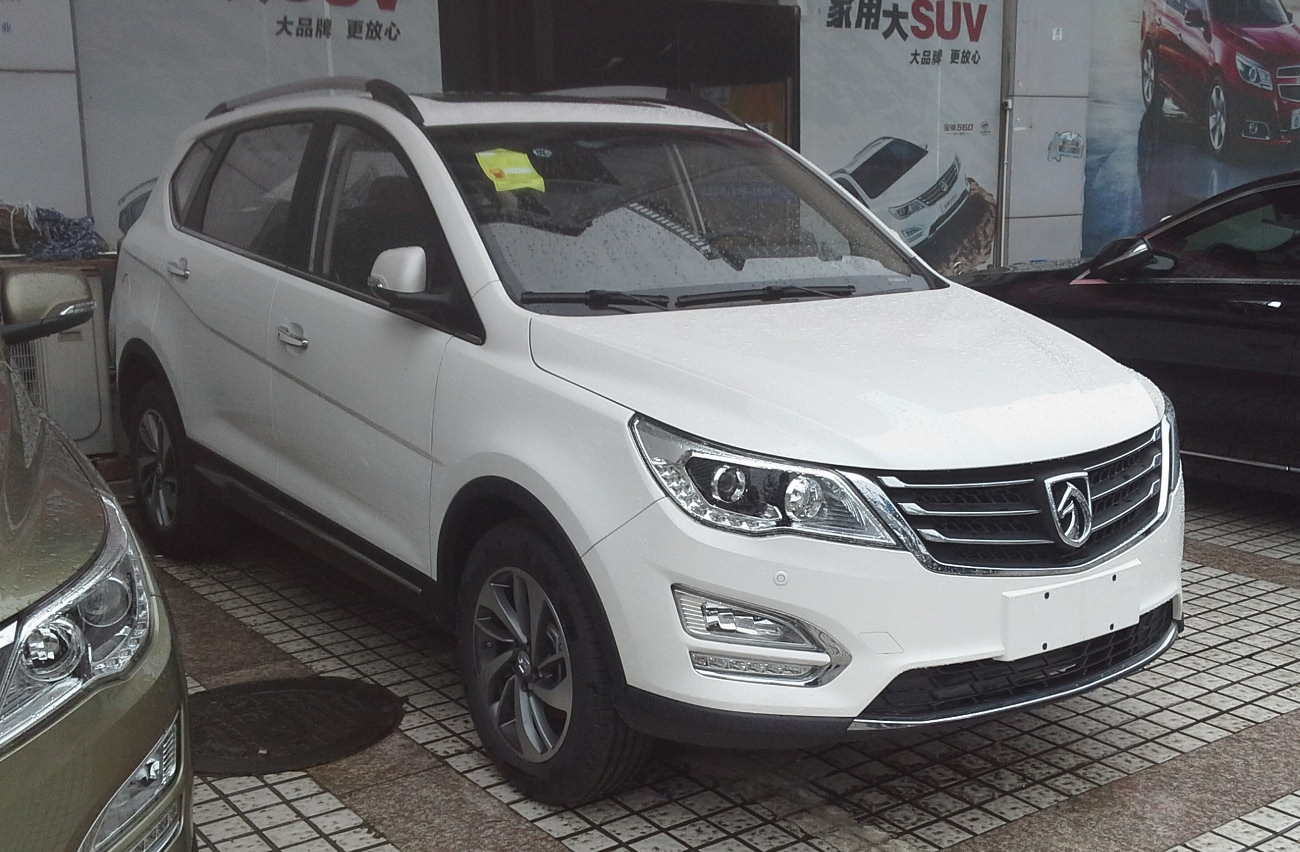
Baojun 560
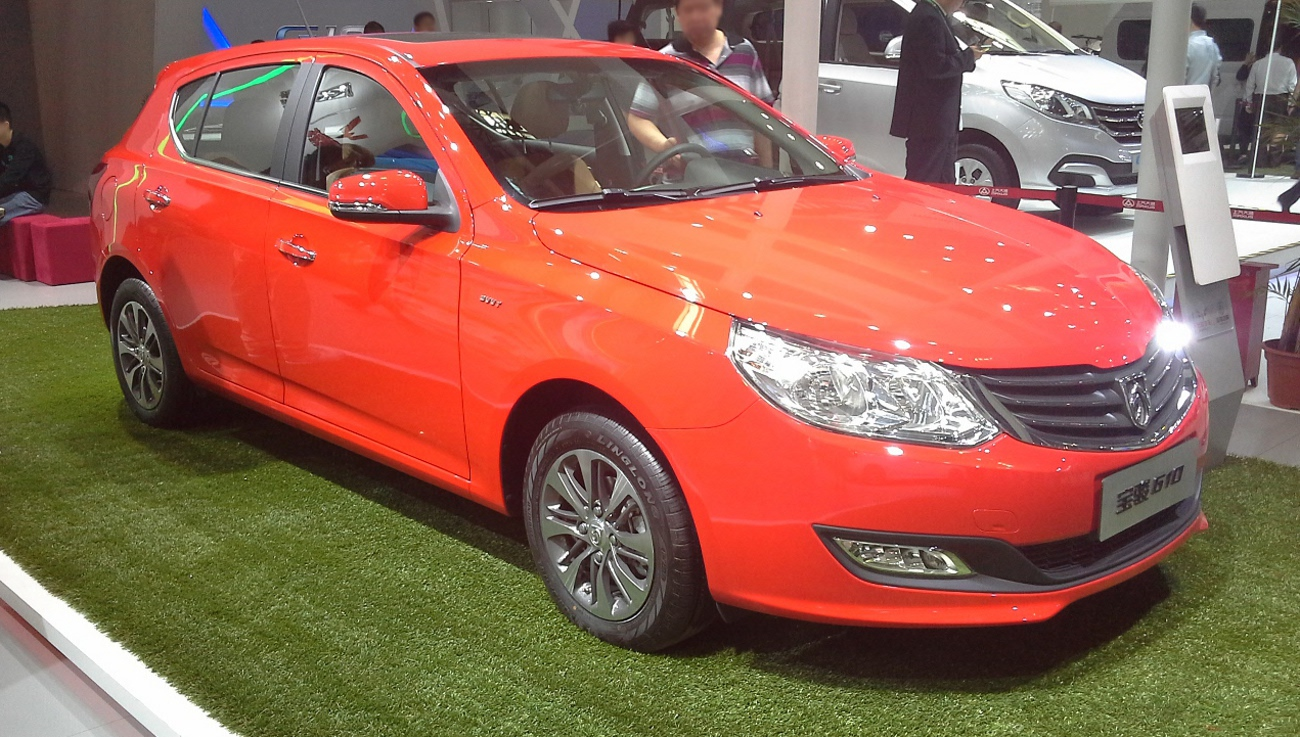
Baojun 610
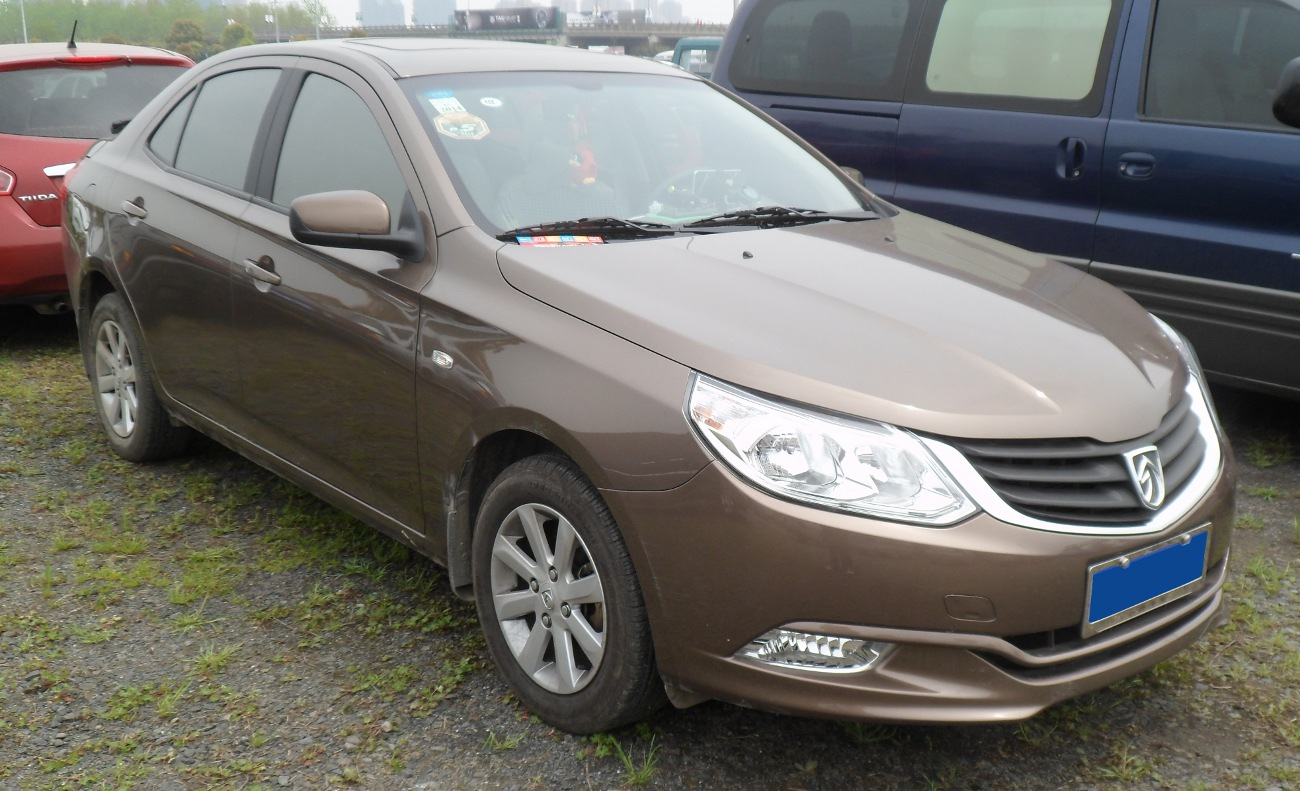
Baojun 630
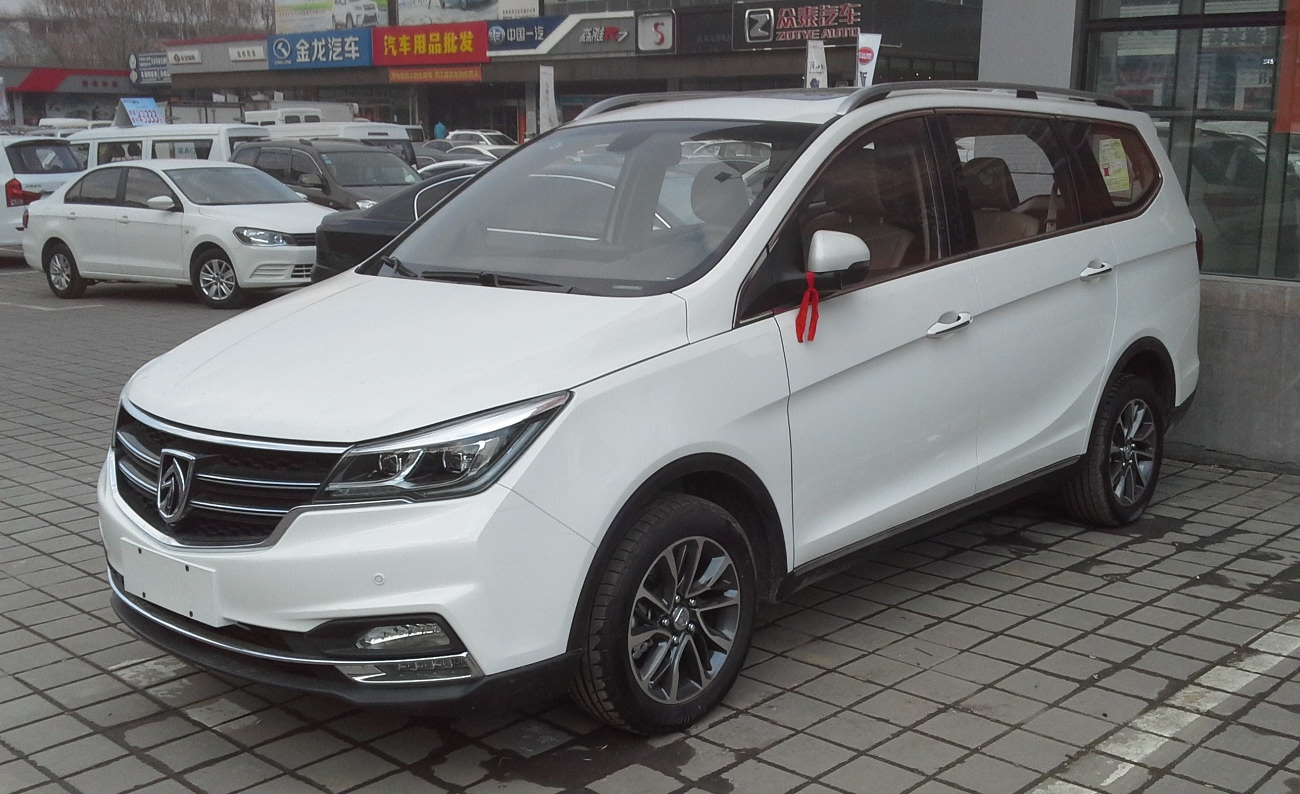
Baojun 730
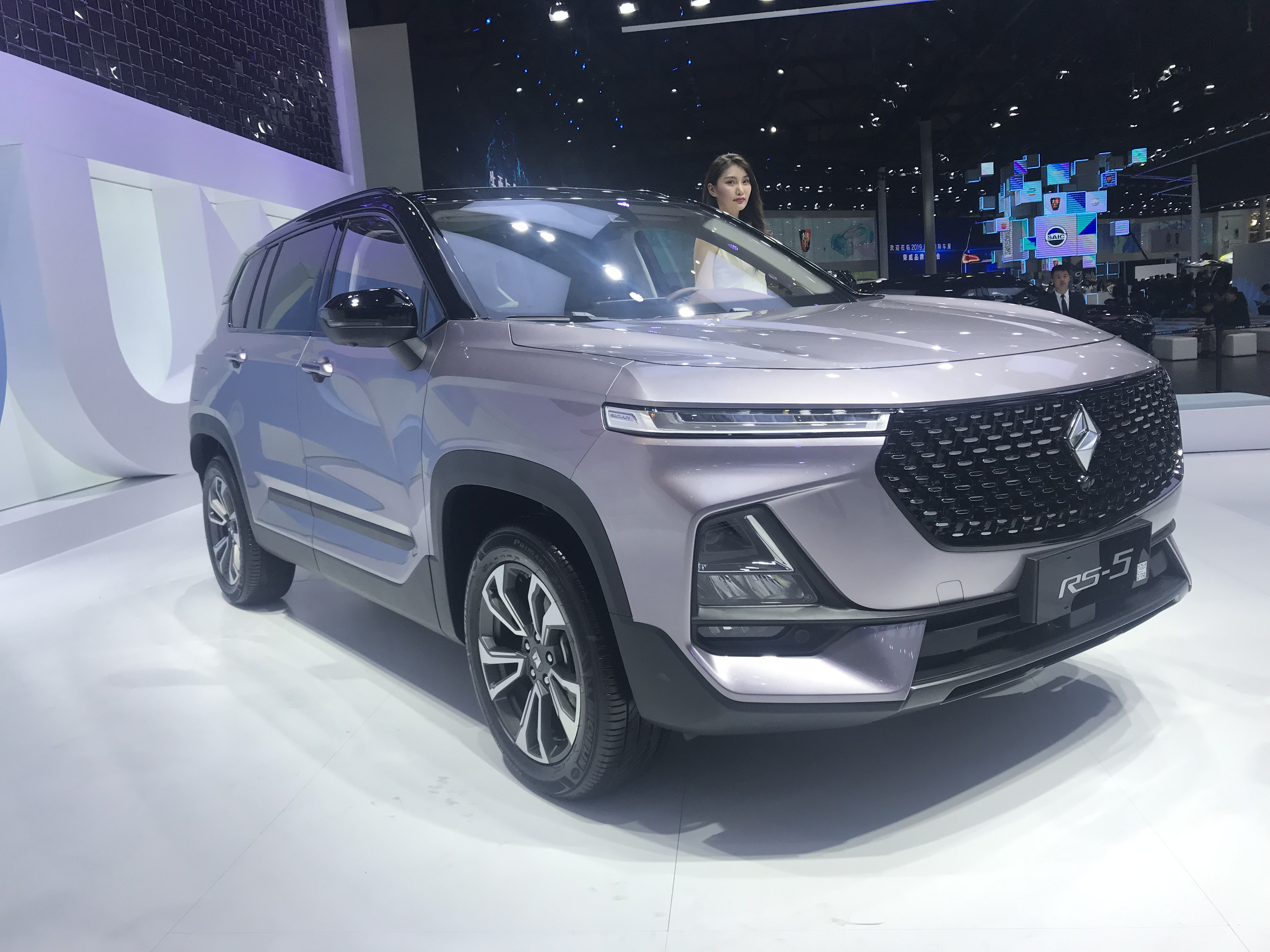
Baojun RS-5